# Deni Fiorentini
Deni Fiorentini (Spalato, 5 giugno 1984) è un pallanuotista croato naturalizzato italiano.

## Biografia
Fa parte di una famiglia di pallanuotisti: suo padre è l'ex-nazionale jugoslavo Branko Jovanović ed è il fratello di Goran Fiorentini. Nel 2006 ha ottenuto la cittadinanza italiana. Con le squadre di club ha vinto due Coppe LEN oltre a tre finali di Coppa Italia e una di Coppa LEN, mentre con la nazionale italiana ha conquistato la medaglia d'argento ai campionati europei di Zagabria nel 2010 e nella World League disputata a Firenze nel 2011; nello stesso anno ha vinto il campionato mondiale disputato a Shanghai e l'anno seguente ha vinto la medaglia d'argento alle Olimpiadi di Londra 2012. Dal 2023 indossa la calottina del Bissone.

## Statistiche

### Presenze e reti nei club
Statistiche parziali aggiornate al 26 giugno 2011.
| Stagione                | Squadra                 | Campionato              | Campionato | Campionato | Coppe nazionali | Coppe nazionali | Coppe nazionali | Coppe continentali | Coppe continentali | Coppe continentali | Totale | Totale |
| Stagione                | Squadra                 | Comp                    | Pres       | Reti       | Comp            | Pres            | Reti            | Comp               | Pres               | Reti               | Pres   | Reti   |
| ----------------------- | ----------------------- | ----------------------- | ---------- | ---------- | --------------- | --------------- | --------------- | ------------------ | ------------------ | ------------------ | ------ | ------ |
| 2003-04                 | Como Nuoto              | A2                      | ?          | ?          |                 | -               | -               |                    | -                  | -                  | ?      | ?      |
| 2004-05                 | Leonessa Brescia        | A1                      | ?          | ?          |                 | -               | -               |                    | -                  | -                  | ?      | ?      |
| 2005-06                 | Leonessa Brescia        | A1                      | ?          | ?          |                 | -               | -               |                    | -                  | -                  | ?      | ?      |
| Totale Leonessa Brescia | Totale Leonessa Brescia | Totale Leonessa Brescia | ?          | ?          |                 | -               | -               |                    | -                  | -                  | ?      | ?      |
| 2006-07                 | Nervi                   | A1                      | ?          | ?          |                 | -               | -               |                    | -                  | -                  | ?      | ?      |
| 2007-08                 | R.N. Savona             | A1                      | ?          | ?          |                 | -               | -               |                    | -                  | -                  | ?      | ?      |
| 2008-09                 | R.N. Savona             | A1                      | ?          | ?          |                 | -               | -               |                    | -                  | -                  | ?      | ?      |
| 2009-10                 | R.N. Savona             | A1                      | ?          | ?          |                 | -               | -               |                    | -                  | -                  | ?      | ?      |
| 2010-11                 | R.N. Savona             | A1                      | 29         | 21         | C.I.            | 3               | 3               | E.L. - C.L.        | 14                 | 12                 | 46     | 36     |
| Totale Savona           | Totale Savona           | Totale Savona           | ?          | ?          |                 | -               | -               |                    | -                  | -                  | ?      | ?      |
| Totale carriera         | Totale carriera         | Totale carriera         | ?          | ?          |                 | -               | -               |                    | -                  | -                  | ?      | ?      |

## Palmarès

### Club
- Campionato italiano: 3

Pro Recco: 2011-12, 2012-13, 2013-14
- Coppe Italia: 2

Pro Recco: 2012-13, 2013-14
- Eurolega: 1

Pro Recco: 2011-12
- Coppe LEN: 2

Leonessa Brescia: 2005-06
R.N. Savona: 2010-11
- Lega Adriatica: 1

Pro Recco: 2011-12
- Supercoppa LEN: 1

Pro Recco: 2012
- Campionato svizzero: 3

Lugano: 2016, 2017, 2018
- Coppa di Svizzera: 3

Lugano: 2016, 2017, 2018
- Swiss Trophy: 2

Lugano: 2015, 2016

### Nazionale
- Olimpiadi

Londra 2012: 
- Mondiali

Shanghai 2011: 
- World League

Firenze 2011: 
Almaty 2012: 
- Europei

Zagabria 2010: 